# Sayri Túpac
Sayri Túpac (c. 1535-1561) va ser un inca de Vilcabamba. Ell era fill de Manco Inca Yupanqui i Cura Ocllo.:10 Després que els conqueridors espanyols van matar el seu pare en 1544, es va convertir en el governant de l'estat independent inca de Vilcabamba. Va governar fins a 1560.
El pare de Sayri Túpac, Manco Inca, va convidar a alguns dels partidaris de Diego de Almagro per refugiar-se amb ell. Així ho van fer, però un d'ells va matar Manco Inca, davant de Sayri Túpac i un altre dels fills de Manco. Ja la mare havia estat assassinada pels espanyols el 1539 (quan Sairi Túpac tenia quatre anys). En morir el seu pare, va quedar el com Inca de Vilcabamba.

## Com inca de Vilcabamba
Sayri Túpac amb nou anys es va convertir en un inca a Vilcabamba. Aquesta va ser una època de pau amb els espanyols. Pedro de la Gasca es va oferir a proporcionar Sayri Túpac terres i cases al Cuzco, si sortia dels territoris aïllats de Vilcabamba. Sayri Túpac va acceptar, però durant els preparatius, el seu parent Paullu Inca va morir sobtadament. Això va ser pres com un mal auguri (o un signe de la traïció espanyola), i Sayri Túpac es va mantenir a Vilcabamba.
El 1556 un nou virrei espanyol, Andrés Hurtado de Mendoza, 3r Marquès de Cañete, va arribar a la colònia. Igual que Gasca, Hurtado creu que seria més segur per als espanyols si Sayri Túpac era atret l'àrea de colonització espanyola amb la finalitat que poguessin controlar el reducte indígena.
Sayri Túpac va estar d'acord a sortir de Vilcabamba. Viatjava en una llitera rica amb 300 assistents. El 5 de gener de 1560 va ser rebut amistosament pel virrei Hurtado de Lima. Sayri Túpac va renunciar al seu reclam per a l'Imperi Inca i acceptà el baptisme, anomenant-se Diego. A canvi ell va rebre un perdó complet, el títol d'encomanat de Yucay, i grans propietats, amb ingressos rics. Es va convertir en resident a Yucay, al nord-est d'un dia de viatge de Cusco. En el Cuzco, es va casar amb la seva germana Cusi Huarcay després de rebre una dispensa especial del Papa Juli III. Va tenir una filla: Beatriz Clara Coya. Sayri Túpac mai més va tornar a Vilcabamba.

## Defunció
Va morir sobtadament el 1561. El seu mig germà Titu Cusi Yupanqui va prendre el control de Vilcabamba i de la resistència inca contra els espanyols. Titu Cusi sospitava que Sayri Túpac havia estat enverinat pels espanyols.